# オーサ・レグネール
オーサ・レグネール (Åsa Charlotte Regnér、1964年8月26日)は、スウェーデンの政治家で、2014年10月3日〜2018年3月7日までステファン・ロベーン政権下で子ども、高齢者、男女平等担当大臣を務め、2018年よりUNウィメン事務局次長を務める。

## 生い立ち

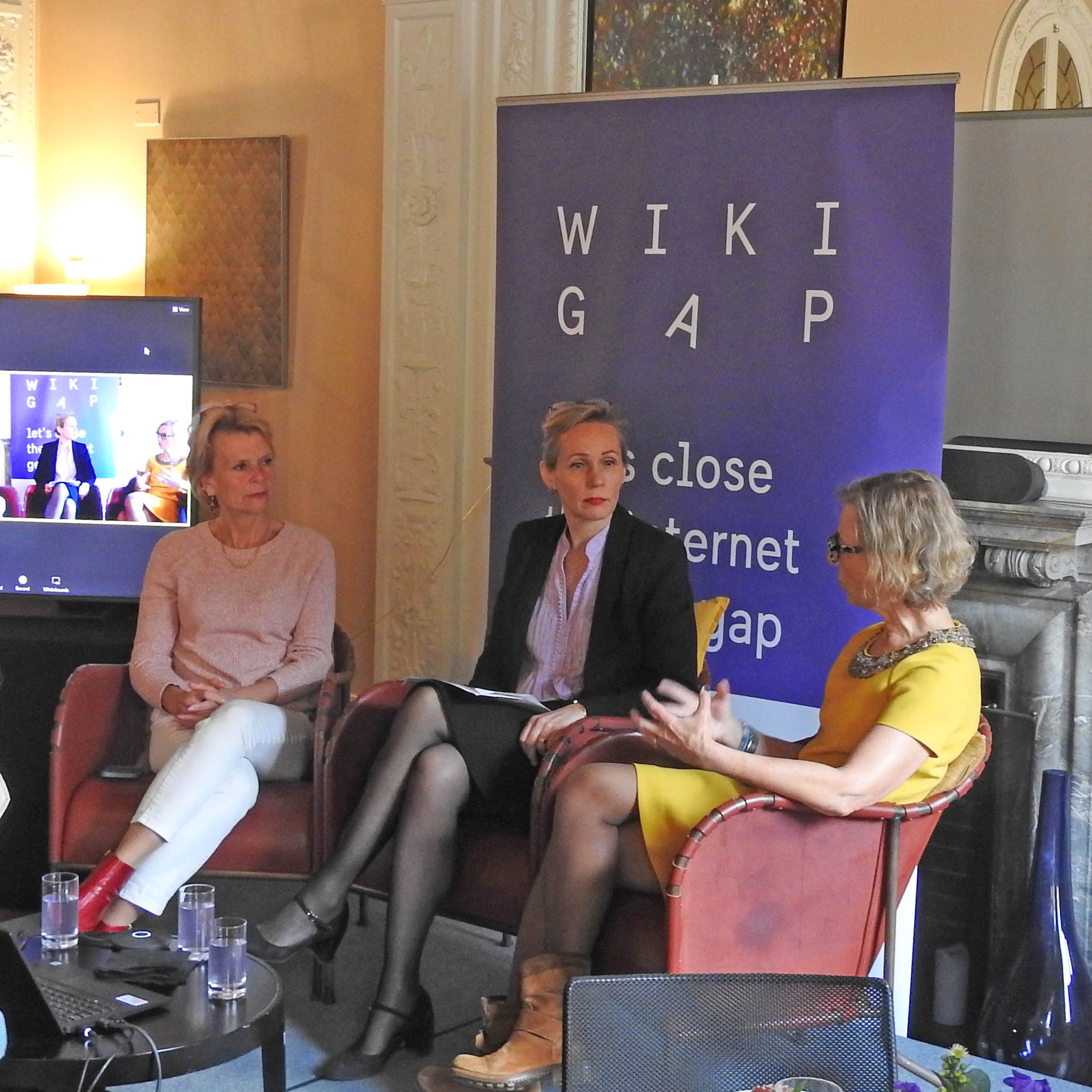
ニューヨークで開かれたウィキギャップの集まりに参加（2022年4月28日）

レグネールはリンシェーピングとムータラで育ち、成人すると母親の旧姓を採用した。1984年から1985年まで、ドイツのエアランゲンにあるフリードリヒ・アレクサンダー大学で政治学、社会学、ドイツ文学を学んだ。彼女はまたストックホルム大学で学び、1990年代初頭にスペイン語、ドイツ語、美術史の哲学の学士号を取得し卒業した。2011年にはウプサラ大学で民主主義開発の修士号を取得した。
彼女はスウェーデン国際開発協力庁で短期間働き、国連機関UNウィメンのボリビアで2013年から2014年までの国別担当マネージャーを務めた。
2014年10月3日、レグネルは、第1期ステファン・ロベーン政権において子供、高齢者、男女共同参画大臣に任命された。2018年3月7日、大臣の辞任を発表し、国連本部にUNウィメン(UN Women)の次長を務めることになった。レナ・ハレングレンが2018年3月8日に大臣の職を引き継いだ

## 来日
- 2015年10月、初来日。スウェーデン子ども，高齢者，男女平等担当大臣として、山田美樹外務大臣政務官などを表敬 [5]
- 2018年6月、二度目の来日。UNウィメン次長として、堀井学外務大臣政務官などを表敬[6]